# Paul von Lettow-Vorbeck
 (avril 2020).
Si vous disposez d'ouvrages ou d'articles de référence ou si vous connaissez des sites web de qualité traitant du thème abordé ici, merci de compléter l'article en donnant les références utiles à sa vérifiabilité et en les liant à la section « Notes et références ».

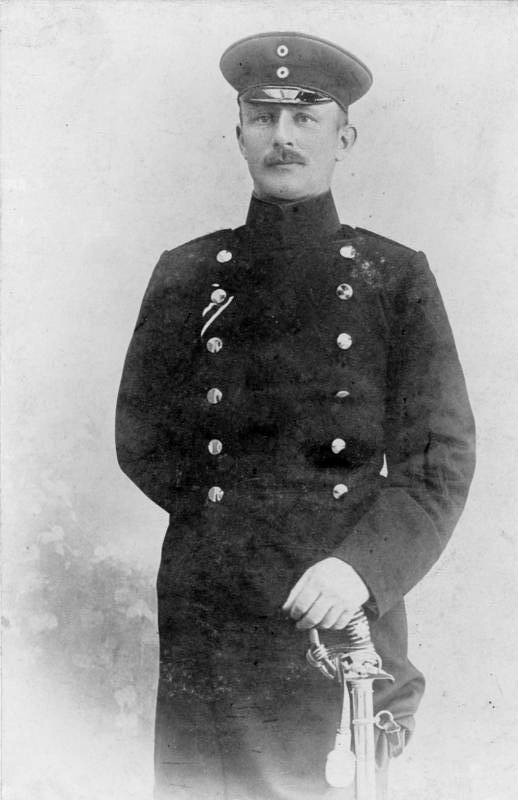
Paul von Lettow-Vorbeck, 1904

Paul Emil von Lettow-Vorbeck, né à Sarrelouis le 20 mars 1870 et mort à Hambourg le 9 mars 1964, est un général allemand, commandant des troupes allemandes en Afrique orientale allemande pendant la Première Guerre mondiale. Ce fut la seule campagne coloniale de la guerre où l'Allemagne est restée militairement invaincue et où elle a pu envahir et ravager des possessions britanniques et portugaises.

## Origines familiales
Né à Sarrelouis le 20 mars 1870, Lettow-Vorbeck est issu d'une famille de la vieille noblesse poméranienne immigrée de Bohême-Moravie au XIIIe siècle. Son père Paul Karl von Lettow-Vorbeck (de), futur général d'infanterie, est alors capitaine et commande une compagnie dans cette ville au bord de la Sarre. Sa mère, Marie, née Eisenhart-Rothe est également originaire de Poméranie et issue d'une famille de militaires. Il était le neveu par alliance de Bernhard von Bismarck, frère du chancelier Otto von Bismarck.
La famille déménage au gré des affectations du père d'abord à Brandebourg-sur-la-Havel puis à Berlin en 1878, où il étudia deux ans au Collège français de Berlin, et Francfort-sur-l'Oder en 1880. Il étudia l'art militaire à l'École d'artillerie.

## Carrière militaire

### Officier colonial
Il est envoyé en 1900-1901 en Chine pour combattre la révolte des Boxers. Il est affecté ensuite de 1904 à 1908 dans le Sud-Ouest africain allemand (actuelle Namibie) pour ramener l'ordre dans les territoires affectés par la rébellion des Hottentots et des Héréros. C'est au cours de cette campagne que, blessé à l'œil gauche, il est envoyé en convalescence en Afrique du Sud, où il se lia d'amitié avec Jan Smuts, contre lequel il combat ultérieurement pendant la Campagne d'Afrique orientale de la Première Guerre mondiale. De janvier 1909 à janvier 1913, il est commandant du 2e Bataillon impérial d'infanterie de marine. Il sert également au Cameroun allemand, où il commande les forces coloniales allemandes de tirailleurs connues sous le nom de Schutztruppe. Il fait la connaissance à bord du bateau l'emmenant en Afrique orientale allemande en 1913 de la future baronne Blixen et femme de lettres, avec qui il a des conversations littéraires et qui l'aide à se procurer des chevaux sans savoir que la guerre serait proche. Elle correspond bien des années plus tard avec lui et vient voir à la fin de sa vie cet officier qu'elle considérait comme un homme d'honneur.

### Première Guerre mondiale

#### 1914
En 1914, Lettow-Vorbeck est nommé commandant des minuscules forces allemandes (200 officiers européens et quelques compagnies d'Askaris) de la Deutsch-Ostafrika. Officier ouvert d'esprit et parfait gentleman, il parle couramment les langues indigènes et est hautement respecté par tous les hommes servant sous ses ordres.
À la déclaration de la guerre, en août 1914, il comprend instinctivement la nécessité de prendre l'initiative avec sa petite troupe de protection, nonobstant les pactes politiques conclus entre les politiciens locaux des deux camps. Il ignore donc délibérément les ordres de Berlin et du gouverneur général, Heinrich Schnee, qui avaient négocié un pacte tacite de non-agression entre le Kenya britannique et la colonie allemande d'Afrique orientale, tant l'un et l'autre étaient dépourvus de tout sur le plan militaire.

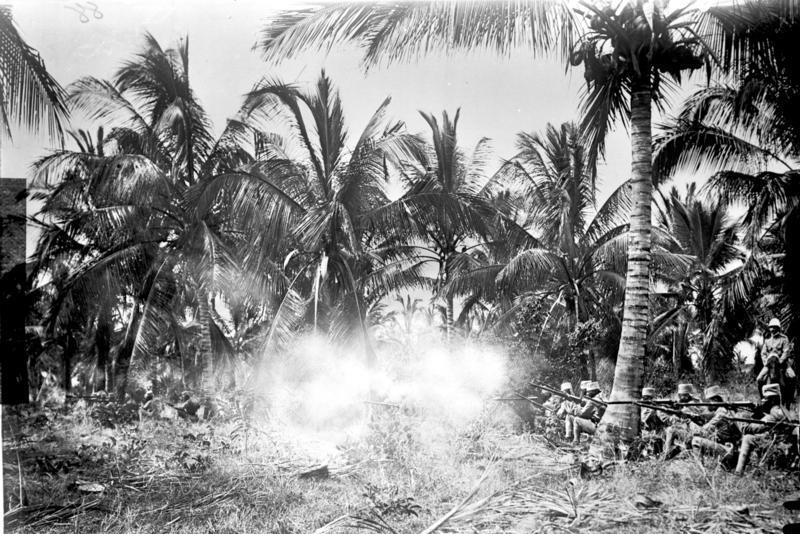
Askaris au combat

Convaincu que les Britanniques trahiraient la parole donnée à la première occasion, il anticipe un assaut amphibie des forces britanniques de l'armée des Indes contre la colonie et planifie la défense de la ville de Tanga contre laquelle est effectivement menée une attaque britannique du 2 au 5 novembre 1914.
Cette ville, située sur un haut plateau à 80 km de la frontière de l’Afrique de l’Est (actuel Kenya), était à la fois un port et le point de départ de la voie ferrée stratégique d’Usambara qui menait au pied du Kilimandjaro. Initialement, Tanga aurait dû être bombardée par des navires de guerre britanniques. Ce plan est abandonné après un accord d’évacuation de la population. Bien que les Britanniques aient rompu cet accord dès l’arrivée du HMS Fox, cela avait laissé suffisamment de temps au lieutenant-colonel von Lettow-Vorbek pour organiser la défense de la ville. Il complète ses effectifs, initialement une simple compagnie, avec le maximum de soldats qu’il peut faire progresser vers Tanga et ce malgré un manque désespérant de vivres et de munitions.
Dès les premiers jours, l’attaque menée par le général Arthur Aitken (en) avec 8 000 Indiens réservistes tourne au désastre face aux 1 100 hommes déterminés que Lettow-Vorbeck avait réussi à rassembler. Le 3, c'est vraiment par hasard que les troupes mal entraînées du général Aitken ne sont pas rejetées à la mer. Le second jour, Aitken ordonne une attaque qui est repoussée par la garnison de Tanga fortement embusquée. Dans l’après-midi, cela tourne au combat d’embuscade dans la jungle. Le 4 novembre, Lettow-Vorbeck déclenche une offensive qui oblige les Indiens à réembarquer sans armes ni bagages. Dans leur désastreuse retraite, ils abandonnent des fusils, des mitrailleuses et plus de 600 000 cartouches qui seront bien utiles aux Allemands pour poursuivre le combat. Un armistice est conclu le 5 novembre pour évacuer les blessés. Le bilan est de 487 blessés et de 360 tués pour la Brigade indienne, contre 81 blessés et 61 tués pour le camp allemand. Lettow-Vorbeck, en parfait gentleman, rencontre Aitken sous le drapeau blanc des parlementaires et, autour d’une bouteille de cognac, échangea avec son adversaire divers commentaires sur les combats des jours précédents. Il fournit également des médicaments allemands pour que les blessés indiens soient soignés.
Poussant son avantage, il rassemble ses troupes et ses maigres approvisionnements et se lance résolument à l'attaque du réseau ferroviaire de l'Afrique de l'Est britannique (British East Africa), qu'il malmène en plusieurs points stratégiques. Au cours de cette expédition, il est cependant confronté à une force britannique largement supérieure en hommes et en matériel, à Jassin. Cependant des troupes (belges) venues du Congo belge attaquaient à l'ouest en utilisant pour franchir le lac Tanganyika des hydravions, à l'époque arme nouvelle en Afrique qui permettait de bombarder les lignes allemandes et la petite flotte que les Allemands étaient parvenus à installer sur le lac Tanganyika et qui est anéantie.

#### 1915-1916
À cette bataille de Jassin, le 18 janvier 1915, il écrase de nouveau les Britanniques, à la stupéfaction des deux camps, mais au prix de la perte de nombreux soldats expérimentés et de son commandant en second, le transfuge britannique Tom von Prince (de), dont le remplacement s'avère une tâche difficile. Cependant, le moral de ses troupes en sort globalement au plus haut et ce en des moments de grande nécessité.

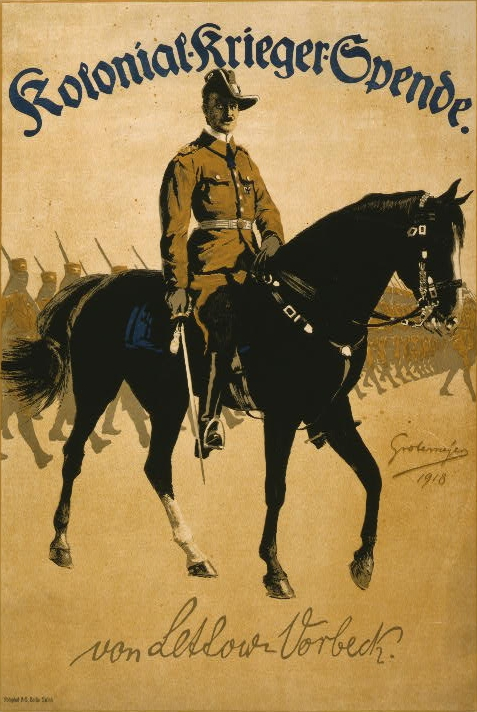
Affiche de 1918 représentant le futur général von Lettow-Vorbeck à la tête de ses troupes africaines.

Le point de vue de Lettow-Vorbeck sur cette lutte apparemment sans espoir contre un adversaire théoriquement supérieur sous tous les rapports était le suivant : l’Afrique de l’Est n'était qu'un théâtre secondaire d’opérations sur lequel il convenait de fixer le maximum de forces ennemies qui, ainsi, ne seraient pas disponibles sur le principal théâtre d’opérations, c'est-à-dire le théâtre européen. Il mène conséquemment une guerre de guérilla qui remplit impeccablement cet objectif, dirigeant avec audace ses hommes dans des incursions dévastatrices au cœur des provinces britanniques du Kenya et de la Rhodésie, lesquelles visaient spécifiquement les forts, les chemins de fer et les communications britanniques. La logique militaire sous-jacente était que tout ce qu'il parvenait à distraire du front européen dans son secteur pouvait contribuer à la victoire des forces allemandes sur le front principal.
Au cours de ces événements ravageurs, le général von Lettow-Vorbeck réussit à lever une armée de 12 000 soldats africains parfaitement entraînés et disciplinés comprenant un minuscule noyau d’européens composé essentiellement de troupes d’infanterie de marine, de marins et de colons. Des noirs parfaitement disciplinés composaient donc la très grande majorité (98 %) de ses effectifs ; c'étaient les fameux Askaris de la Schutztruppe, qu'il avait armés en grande partie grâce aux prises effectuées sur les Britanniques.

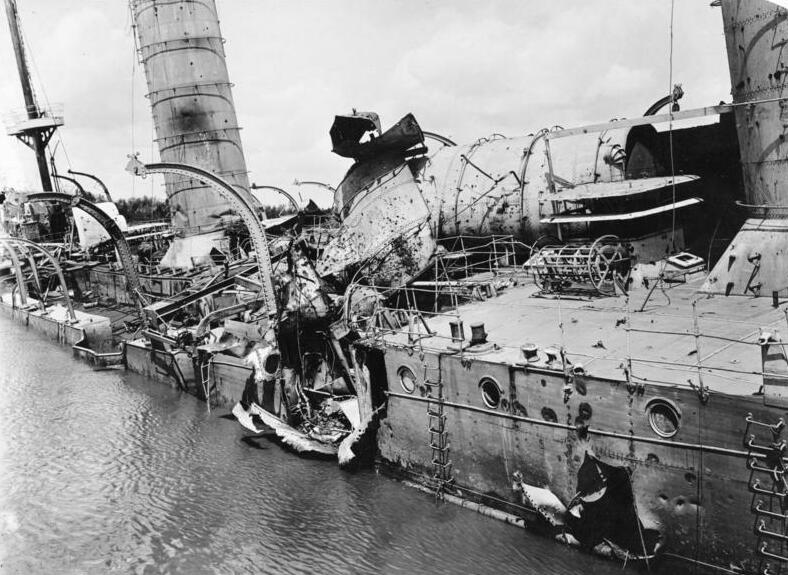
Épave du SMS Königsberg, sabordé en 1915 dans le delta du fleuve Rufiji, photographiée en juillet 1915.

Ces soldats noirs se taillent rapidement une réputation méritée de combattants farouches à la loyauté indéfectible envers cet officier allemand qui s'adressait à eux dans leur propre langue et que tous ses pairs respectaient. En stratège avisé, Lettow-Vorbeck ne laisse pas passer l'occasion de récupérer sur l’épave du croiseur SMS Königsberg, sabordé en 1915 dans le delta du fleuve Rufiji, de nombreux canons qu’il fait transformer en artillerie de campagne maniée par son équipage, commandé par le très compétent commandant de bord Max Looff.
Irrités et furieux, les Britanniques et les Sud-Africains (sous les ordres de nul autre que Jan Smuts) lancent alors une formidable offensive (avec plus de 45 000 hommes) en mars 1916 pour éradiquer une fois pour toutes la petite armée africaine du Kaiser. Habilement, le colonel von Lettow-Vorbeck se sert alors du climat et du terrain comme des alliés naturels. Quand il était en infériorité, soit à peu près tout le temps, il se dérobait. Lorsque ses troupes combattaient les Britanniques, c'était là où il l'avait décidé et lorsque le terrain était à son avantage, et ce toujours avec des conséquences humiliantes pour ses adversaires.
Cependant, à l'ouest, les forces belges du Congo remportèrent, le 19 septembre 1916, une victoire décisive à Tabora (Au Cameroun) sous les ordres du général Tombeur, puis à Mahenge sous les ordres du lieutenant-colonel Huyghé.

#### La fin de la guerre
Malgré tous ses efforts, Lettow-Vorbeck ne peut cependant empêcher les Britanniques d'engager des effectifs de plus en plus importants qui l’obligent finalement à quitter la colonie. Il avait contre lui non seulement les Britanniques, mais aussi les Sud-Africains, les Portugais et les Belges (et les Français du Congo français). Il s’échappait cependant constamment et trouvait toujours le moyen d'infliger à ses adversaires de sérieuses défaites. En octobre 1917, acculé par des forces théoriquement écrasantes, il bat à nouveau spectaculairement les Britanniques à Mahiwa, ne perdant que 96 hommes (contre 3 000 pour les Britanniques) après cinq jours de combats acharnés dans des marécages ne figurant par ailleurs sur aucune carte.
Malgré tout, conscient que les Britanniques auraient à long terme le dessus sur sa petite armée, tant en matériel qu'en ressources humaines, et qu'il était absolument impossible de maintenir une autorité sur les territoires ennemis conquis, Lettow-Vorbeck est logistiquement contraint de passer au Mozambique où, grâce à sa maîtrise des dialectes locaux, il recrute de nouveaux hommes et, surtout, récupère du matériel stratégique en attaquant par surprise les garnisons portugaises à la bataille de Negomano, le 28 novembre 1917.
Il retourne ensuite au Tanganyika en août 1918, reposé et rééquipé, simplement pour virer subséquemment à l’ouest afin d'attaquer et ravager la Rhodésie, échappant ainsi au piège que l’armée britannique avait vainement préparé pour lui en Afrique de l’Est allemande en spéculant sur son probable retour.
Il remporte une ultime victoire en Rhodésie septentrionale par la prise de l'importante ville de Kasama, le 13 novembre 1918, deux jours après l’Armistice de Rethondes en France. Quand les rumeurs d’armistice en Europe lui sont confirmées par les forces britanniques, le général von Lettow-Vorbeck se rend avec panache, avec son armée toujours invaincue, à Abercorn (actuellement en Zambie), dans le nord de la Rhodésie de l'époque, aux forces britanniques de Smuts, le 23 novembre 1918, soit douze jours après l'armistice conclu en Europe. L'emplacement exact du lieu où il fut mis au courant de l'Armistice et où il a reçu l'ordre de mettre fin aux hostilités est, depuis 1953, marqué par le Mémorial de Lettow-Vorbeck, qui sert à commémorer la fin de la Première Guerre mondiale.
Le 4 novembre 1916, l’Empereur Guillaume II lui avait décerné l’ordre Pour le Mérite. Le général combattant en pleine brousse n'en avait pas été informé. Smuts, au courant de la nouvelle, ne manque pas d'en informer son adversaire.

## Carrière après la guerre

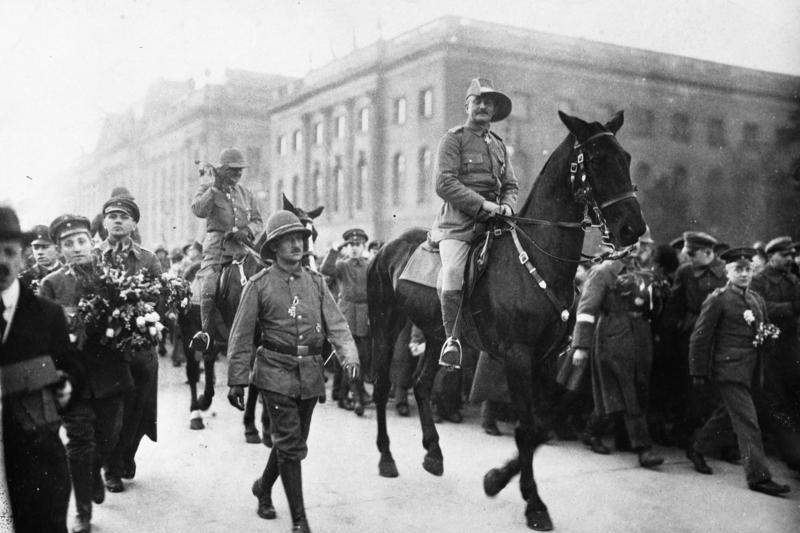
Parade de mars 1919 en l'honneur de Lettow à Berlin

(avril 2020).

### Retour en Allemagne
Après la guerre, Lettow-Vorbeck organise le rapatriement des soldats allemands et des prisonniers de guerre et veille à s’assurer qu’un traitement équivalent soit accordé à ses soldats africains. Il rencontre également Sir Richard Meinertzhagen, officier de l’Intelligence Service contre lequel il avait mené une guerre personnelle de tous les instants pendant le conflit.
Il retourne en Allemagne en janvier 1919. Il reçoit le grade de major-général (général de division). Il est le dernier officier général à recevoir une promotion signée par l’Empereur en personne. La Schutztruppe du général von Lettow-Vorbeck, ses 155 soldats allemands survivants et son chef ont même droit à une parade à la porte de Brandebourg. Ebert l'accueille par ces mots : « Je vous salue, vous qu’aucun ennemi n’a vaincu sur les champs de bataille ! ». De fait, la Schutztruppe de Lettow-Vorbeck est la seule et unique armée allemande à parader sous la porte de Brandebourg en 1919, non seulement pour être restée invaincue sur le champ de bataille (sauf une fois au Congo) ou encore pour avoir remporté des victoires contre des forces de loin supérieures en nombre, mais surtout pour avoir été le seul corps d'armée à avoir envahi et ravagé avec succès des territoires britanniques au cours de la Grande Guerre.

### Engagement politique
Par la suite, il devient un activiste de droite engagé comme tant d'autres dans les bouleversements secouant l'Allemagne aux prises avec la situation révolutionnaire et la naissance de la jeune république de Weimar. Le 23 juin 1919 éclate à Hambourg une insurrection ouvrière d'inspiration révolutionnaire. Il intervient vigoureusement avec son corps franc et rétablit l'ordre avec le soutien de la brigade du capitaine de corvette Hermann Ehrhardt.
Il est impliqué dans le coup d’État de Kapp. Il est incarcéré et mis à la retraite d'office en même temps qu'un certain nombre de généraux qui avaient soutenu Noske.
Il devient marchand de vin en gros à Brême pour le compte de l’entreprise Konrad.
Élu député du Parti national allemand de 1928 à 1930, il s’oppose vigoureusement aux Nazis qui avaient cependant essayé d’exploiter sa légende pour leur cause. En 1933, Adolf Hitler lui demande sans succès d’entrer au NSDAP. De guerre lasse, Hitler le nomme à la section coloniale du ministère des Affaires étrangères.
En 1938, à l’âge de 68 ans, il ne s’oppose pas à son intégration dans la Wehrmacht comme général pour des buts de propagande, mais il ne reçoit aucun commandement. Il est vraisemblable que son ancien subordonné, Theodor von Hippel (de) (1890-1977), qui forme les commandos de sabotage de l’Abwehr, ne devait pas être étranger à cette nomination.

### Vieillesse
Après 1945, il se fixe à Hambourg sans recevoir de pension de retraite, aussi, pour survivre, il devient jardinier.
Mais le gouvernement fédéral de l'Allemagne de l'Ouest n’ayant pas prévu de pension pour lui, c’est son vieil adversaire et ami de 1914, le maréchal Jan Smuts, qui réunit une souscription d’officiers britanniques et sud-africains pour lui en offrir une.
En 1953, il effectue un voyage en Afrique et, à son retour, publie deux livres : Kwa eri bwana ! Au revoir Monsieur ! (1954) et L’Afrique telle que je l’ai revue (1955). En 1956, il est nommé citoyen d’honneur de sa ville de naissance, Sarrelouis. On donna son nom à un collège, qui est ensuite débaptisé en raison de sa participation au putsch de Kapp.
En 1957, il publie Ma vie et deux ans plus tard, il fait un voyage quasi officiel à la demande du gouvernement local dans sa seconde patrie le Tanganyika, voyage au cours duquel il reçoit un accueil enthousiaste de la part non seulement de ses anciens Askaris, mais également de la population locale.

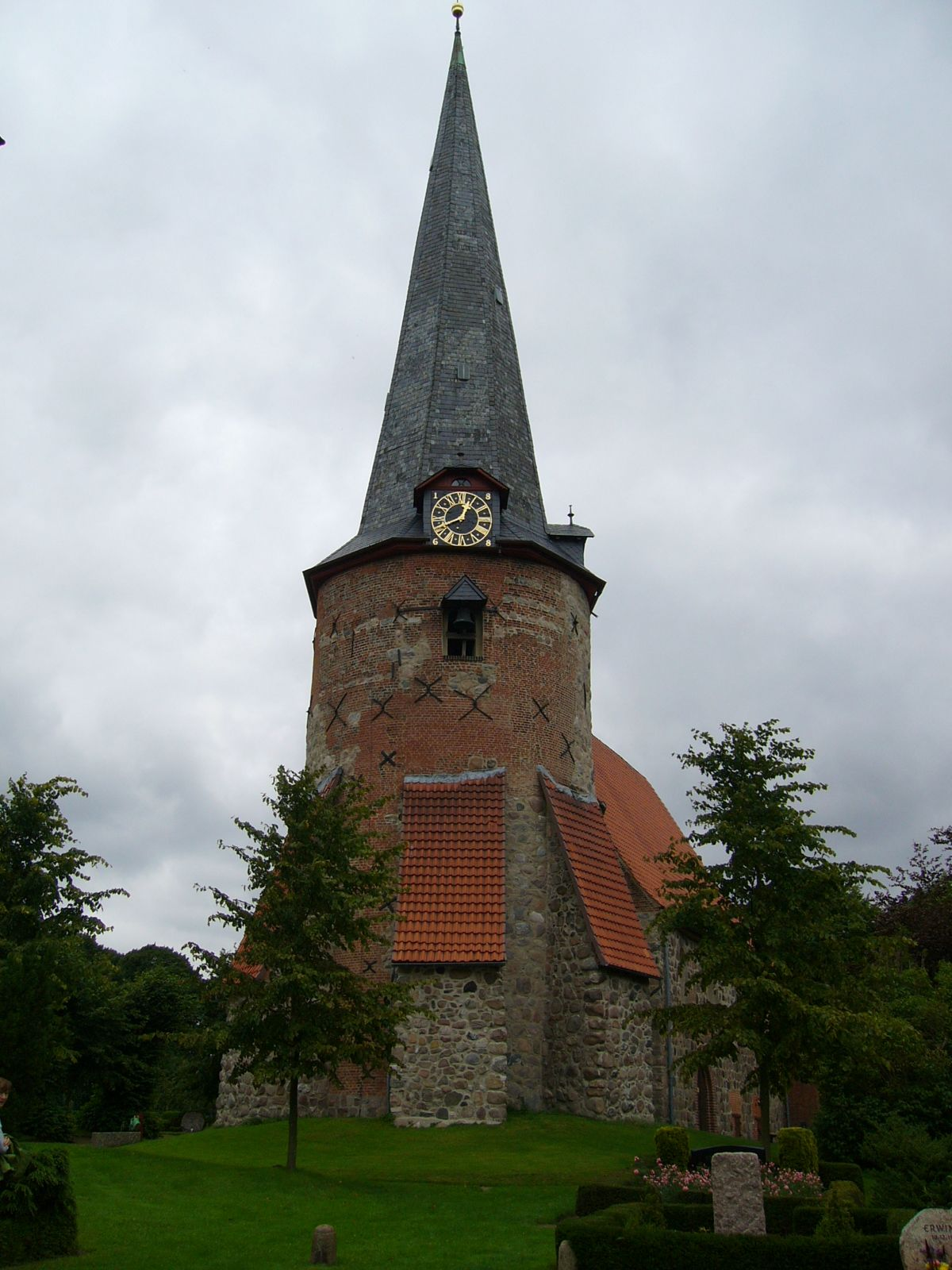
Vue de l'église Saint-Vicelin de Pronstorf et de son cimetière

Le général Paul von Lettow-Vorbeck est enterré au cimetière de l'église Saint-Vicelin (de) à Pronstorf (Arrondissement de Segeberg), dans le Schleswig-Holstein.

## Dans la culture populaire
- Un album de Corto Maltese, Les Éthiopiques (1978), évoque la guérilla que mène en 1918 von Lettow-Vorbeck contre les forces britanniques en Afrique orientale allemande[7], dans l'épisode Les Hommes-léopards du Rufiji, avec l'aide de l'équipage du croiseur Königsberg, dont l'épave est au centre de l'aventure.
- La chanson Heia Safari, aussi appelée La Petite Piste rend hommage à l'épopée africaine de Lettow-Vorbeck et de ses soldats. Ecrite par A. Aschenborn en 1921 sur une mélodie de Robert Götz[8], elle fut notamment reprise durant la Seconde Guerre mondiale par l'Afrikakorps d'Erwin Rommel, par la Légion étrangère dans les années 1960[9] puis par l'ensemble de l'armée française.
- Il apparaît également dans Les aventures du Jeune Indiana Jones, où il est joué par Tom Bell.
- Un chapitre est consacré à Paul von Lettow-Vorbeck dans le tome 4 de la bande dessinée Le petit théâtre des opérations.

## Publications
- Meine Erinnerungen aus Ostafrika. Koehler, Leipzig, 1920.
- Heia Safari! – Deutschlands Kampf in Ostafrika. Koehler & Amelang, Leipzig, 1920 (Version abrégée du titre précédent)[10],[11].
- Kwa Heri Bwana! Auf Wiedersehen, Herr. Klein, Lengerich, 1954.
- Afrika, wie ich es wiedersah. Lehmann, München, 1955.
- Mein Leben. Koehler, Biberach an der Riss, 1957[12]

Comme éditeurDie Weltkriegsspionage: Authentische Enthüllungen über Entstehung Art, Arbeit, Technik, Schliche, Handlungen, Wirkungen und Geheimnisse der Spionage vor, während und nach dem Kriege auf Grund amtlichen Materials aus Kriegs-, Militär-, Gerichts- und Reichsarchiven. Vom Leben und Sterben, von den Taten und Abenteuern der bedeutendsten Agenten bei Freund und Feind., München, Justin Moser, 680 p., 1931.

### Traductions en français
- La guerre de brousse dans l'Est Africain (1914-1918), trad. fr. Ed. Sifferlen, Paris, Payot, coll. "Mémoires, études et documents pour servir à l'histoire de la guerre mondiale", 291 p., 22 croquis, 1933.